# Potridiscus
Potridiscus är ett släkte av svampar. Potridiscus ingår i familjen Leotiaceae, ordningen Leotiales, klassen Leotiomycetes, divisionen sporsäcksvampar och riket svampar.
|             | Sphagnicola                               |
|             |                                           |
|             | Pezoloma                                  |
|             |                                           |
|             | Alatospora                                |
|             |                                           |
|             | Leotia                                    |
|             |                                           |
|             | Halenospora                               |
|             |                                           |
| Potridiscus | \| \| Potridiscus polymorphus \| \| \| \| |
|             | \| \| Potridiscus polymorphus \| \| \| \| |
|             | Gelatinipulvinella                        |
|             |                                           |
|             | Geocoryne                                 |
|             |                                           |
|             | Potridiscus polymorphus                   |
|             |                                           |

|  | Potridiscus polymorphus |
|  |                         |